# (861) Aïda
(861) Aïda ist ein Asteroid des Hauptgürtels, der am 22. Januar 1917 vom deutschen Astronomen Max Wolf in Heidelberg entdeckt wurde. 
Benannt ist der Asteroid nach der Oper Aida von Giuseppe Verdi.